# Nicrophorus mongolicus
Nicrophorus mongolicus (лат.) — вид жуков-мертвоедов из подсемейства могильщиков.

## Описание
Длина тела 15-24 мм. Переднеспинка спереди сильно расширена, особенно у самцов. Эпиплевры надкрылий имеют широкое чёрное пятно, доходящее до половины их ширины. Надкрылья чёрного цвета с двумя красными перевязями, на верхней стороне без опушения. Плечи и задние углы надкрылий покрыты короткими чёрными волосками. Эпиплевры надкрылий около основания целиком пересечены широкой черной полосой, оставляющей спереди только небольшое жёлтое пятно.

## Ареал
Юго-Восточный Алтай, Забайкалье, Монголия.

## Биология
Являются некрофагами: питаются падалью как на стадии имаго, так и в личиночной стадии. Жуки закапывают трупы мелких животных в почву и проявляют развитую заботу о потомстве — личинках, подготавливая для них питательный субстрат. Из отложенных яиц выходят личинки с 6 малоразвитыми ногами и группами из 6 глазков с каждой стороны. Интересной особенностью могильщиков является забота о потомстве: хотя личинки способны питаться самостоятельно, родители растворяют пищеварительными ферментами ткани трупа, готовя для них питательный «бульон». Это позволяет личинкам быстрее развиваться.